# Cinemalaya Independent Film Festival
Il Festival del film indipendente Cinemalaya (Cinemalaya Independent Film Festival) è un festival cinematografico dedicato al cinema indipendente delle Filippine,  che si svolge annualmente da luglio ad agosto presso il CCP Complex. L'evento è organizzato dalla Fondazione Cinemalaya, con il supporto del Cultural Center of the Philippines e della Econolink Investments.
Prima del festival la Fondazione Cinemalaya assegna un corrispettivo di 800 000 pesos (pari a circa 15 000 euro) a dieci registi di film indipendenti, selezionati annualmente tra centinaia di candidati. La loro produzione verrà esposta nel corso del festival, assieme a cortometraggi e altri lavori cinematografici.
La direttrice dell'evento è la regista e attrice Laurice Guillen. Un'apposita commissione supervisiona la produzione delle pellicole esposte al festival e ha il diritto di interferire sulle decisioni dei registi stessi.